# Georg Friedrich Fuchs
Georg Friedrich Fuchs (Magúncia, 1752 - París, 1821) fou un compositor, clarinetista i professor de música alemany.
Va estudiar amb Cannobich i Haydn i a partir del 1784 es va instal·lar a París on es va dedicar a la música per a bandes militars, fent també d'intèrpret i professor. Més endavant va treballar com a arranjador per a publicacions. Va compondre nombrosos treballs per a bandes militars, i una llarga llista de peces de música de cambra, gairebé tota per a instruments de vent. Fuchs va compondre moltes obres per a clarinet, incloent-hi un concert i una simfonia concertant. El 1793 va assolir un lloc destacat com a músic principal de la Garde Nationale. A partir de l'obertura del Conservatori de París el 1795, va exercir com a professor de solfeig, tot i que va perdre aquesta posició arran d'una reforma posterior.
D'entre la seva obra cal destacar:
- Simfonia Concertant en mi menor per a clarinet, trompa i orquestra
- Quartet Concertant III per a clarinet en si bemoll, trompa en mi bemoll, fagot i violoncel
- Quartet per a cor, clarinet, fagot i violoncel

Actualment es pot trobar una publicació de Sis trios per a clarinet de G.F.Fuchs, que van sortir publicats per primera vegada entre 1803 i 1805.